# EDUPEDIA
EDUPEDIA（エデュペディア）とは、NPO法人日本教育再興連盟（ROJE）の活動のひとつの教育実践共有サービスである。主に全国の小中学校の優良実践、学習指導案などを共有するサイトである。社会人、学生など多様な立場のスタッフがボランティアで運営している。

## 背景と活動内容
全国各地の教員・教員サークル・教育研究者・教育委員会・文部科学省・教育系企業がそれぞれ持つ実践やアイディアを集約し、情報を求める利用者が素早く利用できるようにしている。また、現代の教育現場において遍在している、教職員の多忙化・団塊世代教諭の退職・情報共有不足などの諸問題や教職員の職務外の業務に対しての提案も行っている。さらにページ内に、指導案・クラス便りに使えるイラスト・教材・動画・コツや工夫を記載し、多忙な先生の知恵袋として事務仕事の簡略化や、教育実践の研鑽をサポートしている。

## 沿革
- 2009年（平成21年） - サイトの立ち上げ
- 2012年（平成24年）
  - 6月末 -  第28回デジタル教材コンクールにて、奨励賞を受賞
  - 12月 - 関西での活動開始
- 2013年（平成25年）1月 - 防災教育特集がメディアに大きく取り上げられる
- 2013年（平成25年）6月 - デザインリニューアル
- 2015年（平成27年）      - 姉妹サイトEDUPEDIA FOR STUDENT開設
- 2016年（平成28年）      - 小学館「教育技術」とのコラボ企画開始

## EDUPEDIAが大切にしていること[1]
- 教員の知恵は共有財産

EDUPEDIAは現場教員や先人たちの教育に関する知恵や実践を全ての子どもたちの未来のための共有財産と位置づけている
- 多様性の尊重

特定のイデオロギーや方法論に傾倒することなく多様な実践を掲載。
- あくまで一例

「良い実践」は子ども一人一人の感じ方やクラスの状態によって異なる。したがって掲載している実践をあくまで一つの事例として捉え、それぞれの子どもやクラスの実情に合わせて活用されるようお願いしている。
- 批判よりも建設的な提案

皆様のサイトに対する健全な批判はEDUPEDIAの内容をより充実させ、深めるために欠かせない。そしてその批判に「どうしたら良いのか」「他にどのような方法があるのか」等の具体的な提案があるとより教育実践を深めることができると考える。

## EDUPEDIAに載っている情報
サイトでは、カテゴリー（下記参照）・キーワード一覧・人気のある記事という3つの分類がされている。各記事はコメント欄への投稿、「GOODボタン」での評価、facebookやXなどのSNS機能での拡散が可能となっている。また、時期ごとに学級開きやいじめ対策などの特集も組まれている。

### カテゴリー
サイト内には以下のカテゴリーが設定され、コンテンツが提供されている。
- 国語・算数・理科・社会・生活・体育・図工・音楽・家庭科・外国語活動（英語）・特別活動・総合的な学習・道徳・生徒指導・授業運営・学級経営・家庭との連携・地域との連携・教育事務・特別支援・シンポジウム・コラム・その他,全般・ゲーム,遊び・話のネタ